# 1908년 하계 올림픽 다이빙
1908년 하계 올림픽 다이빙은 영국 런던에서 개최된 1908년 하계 올림픽의 경기 종목이다. 1908년 7월 14일부터 24일까지 진행되었으며, 9개국에서 선수 39명이 참가하였다.

## 경기장
| 도시 | 경기장               | 원어명             | 비고 |
| ---- | -------------------- | ------------------ | ---- |
| 런던 | 화이트 시티 스타디움 | White City Stadium |      |

## 참가국
다이빙 종목은 9개국에서 선수 39명이 참가하였다.
| - 독일 (5명) - 미국 (2명) - 벨기에 (1명) | - 스웨덴 (10명) - 영국 (16명) - 오스트랄라시아 (1명) | - 이탈리아 (1명) - 캐나다 (1명) - 핀란드 (2명) |

## 메달리스트
| 종목                      | 금                     | 은                       | 동                         |
| ------------------------- | ---------------------- | ------------------------ | -------------------------- |
| 남자 3m 스프링보드 자세히 | 알베르트 쥐르너 · 독일 | 쿠르트 베렌스 · 독일     | 고트롭 발츠 · 독일         |
| 남자 3m 스프링보드 자세히 | 알베르트 쥐르너 · 독일 | 쿠르트 베렌스 · 독일     | 조지 게드직 · 미국         |
| 남자 10m 플랫폼 자세히    | 햘마르 요한손 · 스웨덴 | 카를 말름스트룀 · 스웨덴 | 아르비드 스퐁베리 · 스웨덴 |

## 메달 집계
| 순위 | 국가   | 금메달 | 은메달 | 동메달 | 합계 |
| ---- | ------ | ------ | ------ | ------ | ---- |
| 1    | 독일   | 1      | 1      | 1      | 3    |
| 1    | 스웨덴 | 1      | 1      | 1      | 3    |
| 3    | 미국   | 0      | 0      | 1      | 1    |
| 합계 | 합계   | 2      | 2      | 3      | 7    |

## 참고 자료
- 국제 올림픽 위원회 - 1908년 하계 올림픽 다이빙 경기 결과 (영어)
- (영어) “Diving at the 1908 London Summer Games”. sports-reference.com. 2016년 7월 21일에 원본 문서에서 보존된 문서. 2011년 5월 26일에 확인함.
- (영어) De Wael, Herman. “Herman's Full Olympians: "Fencing 1904".”. 2011년 6월 4일에 원본 문서에서 보존된 문서. 2011년 5월 26일에 확인함.
- Cook, Theodore Andrea (1908). 《The Fourth Olympiad, Being the Official Report》. London: British Olympic Association.

| 올림픽 다이빙 |                                     |               |
| 이전 대회     | 1908년 하계 올림픽 다이빙 런던 1908 | 다음 대회     |
| 아테네 1906   | 1908년 하계 올림픽 다이빙 런던 1908 | 스톡홀름 1912 |